# SmartOS
SmartOS是一份开源的类UNIX操作系统，该操作系统基于OpenSolaris的社区分支illumos。该系统适合于云系统构建及应用生成。